# Kristijan Vulaj
Kristijan Vulaj (in serbo Кристијан Вулај?; 25 giugno 1998) è un calciatore montenegrino, di origini albanesi, centrocampista del Dečić.

## Carriera

### Club
Ha giocato nella prima divisione montenegrina ed in quella albanese.

### Nazionale
Ha giocato nella nazionale montenegrina Under-19.
Il 27 marzo 2021 ha esordito con la nazionale montenegrina giocando l'incontro vinto 4-1 contro Gibilterra, valido per le qualificazioni al campionato mondiale di calcio 2022.

## Statistiche

### Cronologia presenze e reti in nazionale
| Cronologia completa delle presenze e delle reti in nazionale ― Montenegro | Cronologia completa delle presenze e delle reti in nazionale ― Montenegro | Cronologia completa delle presenze e delle reti in nazionale ― Montenegro | Cronologia completa delle presenze e delle reti in nazionale ― Montenegro | Cronologia completa delle presenze e delle reti in nazionale ― Montenegro | Cronologia completa delle presenze e delle reti in nazionale ― Montenegro | Cronologia completa delle presenze e delle reti in nazionale ― Montenegro | Cronologia completa delle presenze e delle reti in nazionale ― Montenegro |
| Data                                                                      | Città                                                                     | In casa                                                                   | Risultato                                                                 | Ospiti                                                                    | Competizione                                                              | Reti                                                                      | Note                                                                      |
| ------------------------------------------------------------------------- | ------------------------------------------------------------------------- | ------------------------------------------------------------------------- | ------------------------------------------------------------------------- | ------------------------------------------------------------------------- | ------------------------------------------------------------------------- | ------------------------------------------------------------------------- | ------------------------------------------------------------------------- |
| 27-3-2021                                                                 | Podgorica                                                                 | Montenegro                                                                | 4 – 1                                                                     | Gibilterra                                                                | Qual. Mondiali 2022                                                       | -                                                                         | 26’                                                                       |
| Totale                                                                    |                                                                           | Presenze                                                                  | 1                                                                         |                                                                           | Reti                                                                      | 0                                                                         |                                                                           |

## Palmarès

### Club

#### Competizioni nazionali
- Druga crnogorska fudbalska liga: 1

Dečić: 2019-2020
- Coppa del Montenegro: 1

Dečić: 2024-2025